# Os de Porcuna
L'Os de Porcuna, que data del segle i aC, és una escultura de l'època ibera, concretament esculpida pel poble túrdul, i va ser trobada en un jaciment arqueològic a Porcuna, antiga ciutat ibera anomenada Ipolca, actual municipi de la província de Jaén, a Andalusia.
L'os, un animal de tipus funerari, està assegut i té aixecada la pota davantera esquerra, que recolza sobre una herma.
Aquesta peça està exposada al Museu Arqueològic Nacional de Madrid des de l'any 1928 al costat de diverses escultures del període ibèric, i té el núm. d'inventari 33195.